# آرون ماكي
آرون ماكي (بالإنجليزية: Aaron McKie)‏ مواليد 2 أكتوبر 1972 في فيلادلفيا، هو لاعب كرة سلة أمريكي سابق أصبح مدرباً بدأ مسيرته الاحترافية في سنة 1994. يبلغ طوله 6 قدم 5 بوصة (2.0 م). اعتزل اللعب في 2007.

## فرق لعب لها
- بورتلاند ترايل بلايزرز
- ديترويت بيستونز
- فيلادلفيا سفنتي سيكسرز
- لوس أنجلوس ليكرز

## روابط خارجية
- آرون ماكي على موقع إن بي أي (الإنجليزية)
- آرون ماكي على موقع سبورتس رفرنس (الإنجليزية)
- آرون ماكي على موقع كرة السلة الأوروبية.كوم (الإنجليزية)
- آرون ماكي على موقع كلية كرة السلة في سبورتس رفرنس.كوم (الإنجليزية)
- آرون ماكي على موقع ريلجم (الإنجليزية)
- آرون ماكي على موقع بروبوليرز (الإنجليزية)
- آرون ماكي على موقع سبورتس رفرنس (الإنجليزية)
- آرون ماكي على موقع كلية كرة السلة في سبورتس رفرنس.كوم (الإنجليزية)